# Prádlo
Obec Prádlo (německy Pradl) se nachází v okrese Plzeň-jih, kraj Plzeňský. Žije zde 222 obyvatel.

## Historie
První písemná zmínka o obci pochází z roku 1552. Obec je však mnohem starší, neboť byla založena cisterciáky z kláštera pod Zelenou horou (nynější obec Klášter), kteří sem přišli z Ebrachu v Německu roku 1144. Původně šlo o tzv. grangii, tedy hospodářskou usedlost (z fr. grange = stodola). Název Prádlo je odvozen od tzv. prahů, což byla místa, kde se rýžovalo zlato z říčního písku. Prádlem protékající Úslava byla totiž zlatonosná a dosud jsou na jejích březích patrné tzv. sejpy – hromady vyrýžovaného písku.

## Pamětihodnosti
- Kostel Povýšení svatého Kříže. Čtvercový presbytář je zřejmě původní cisterciácká gotická stavba z 13. století, loď s plochým stropem byla dostavěna později.
- Poustevna („Jeskyňka“) v lese Borek nad vesnicí. Podle pověsti zde žil poustevník Břímota, který se setkal se sv. Vojtěchem při jeho cestě tímto krajem. Poustevna je jeskyně v buližníkovém suku. Na něm stojí malá kruhová kamenná stavbička, tzv. gloriet, kterou nechala postavit kněžna Vilemína Auerspergová (1826–1898), majitelka zelenohorského panství.

## Části obce
- Prádlo
- Novotníky

## Zajímavosti
Prádlem projížděl těsně před svou smrtí (1856) se svou kočovnou společností český dramatik Josef Kajetán Tyl. Místní farář Fr. Květoň jej poznal a poskytl „miláčkovi národa“ polévku. Při příležitosti 150. výročí úmrtí J. K. Tyla (19. srpna 2006) byla na kostelní bráně odhalena pamětní deska, připomínající tuto událost.
V Prádle se narodil 15. června 1874 Alexandr Sommer Batěk, známý český chemik, autor současného českého chemického názvosloví, oficiálně přijatého roku 1914. V roce 1975 mu byla na rodném domě odhalena pamětní deska.
Na prádelském katastru u samoty Dubeč došlo 22. února 1944 k pádu Němci sestřeleného amerického bombardéru B-24 Liberator s jedenáctičlennou posádkou. Na místě tragédie byl postaven po roce 1989 prádelskými občany kříž a v roce 1994 obyvateli Nepomucka pamětní deska. V roce 1991 prádelští vykopali trosky letadla, které jsou dnes vystaveny v nepomuckém muzeu. V roce 2004 navštívil Prádlo jediný přeživší člen posádky, p. Raymond André Noury, který se stal čestným občanem.
Z Prádla pochází dědeček bývalého českého prezidenta Václava Klause, Vojtěch Klaus (* 1873).
Prádlo je obec s největším počtem lihovarnických provozů na počet obyvatel v Evropě.[zdroj?] Na cca 200 obyvatel jsou zde 3 samostatné firmy (provoz Stocku Plzeň, likérka Jenčík a dcery a firma l’Or).

## Galerie

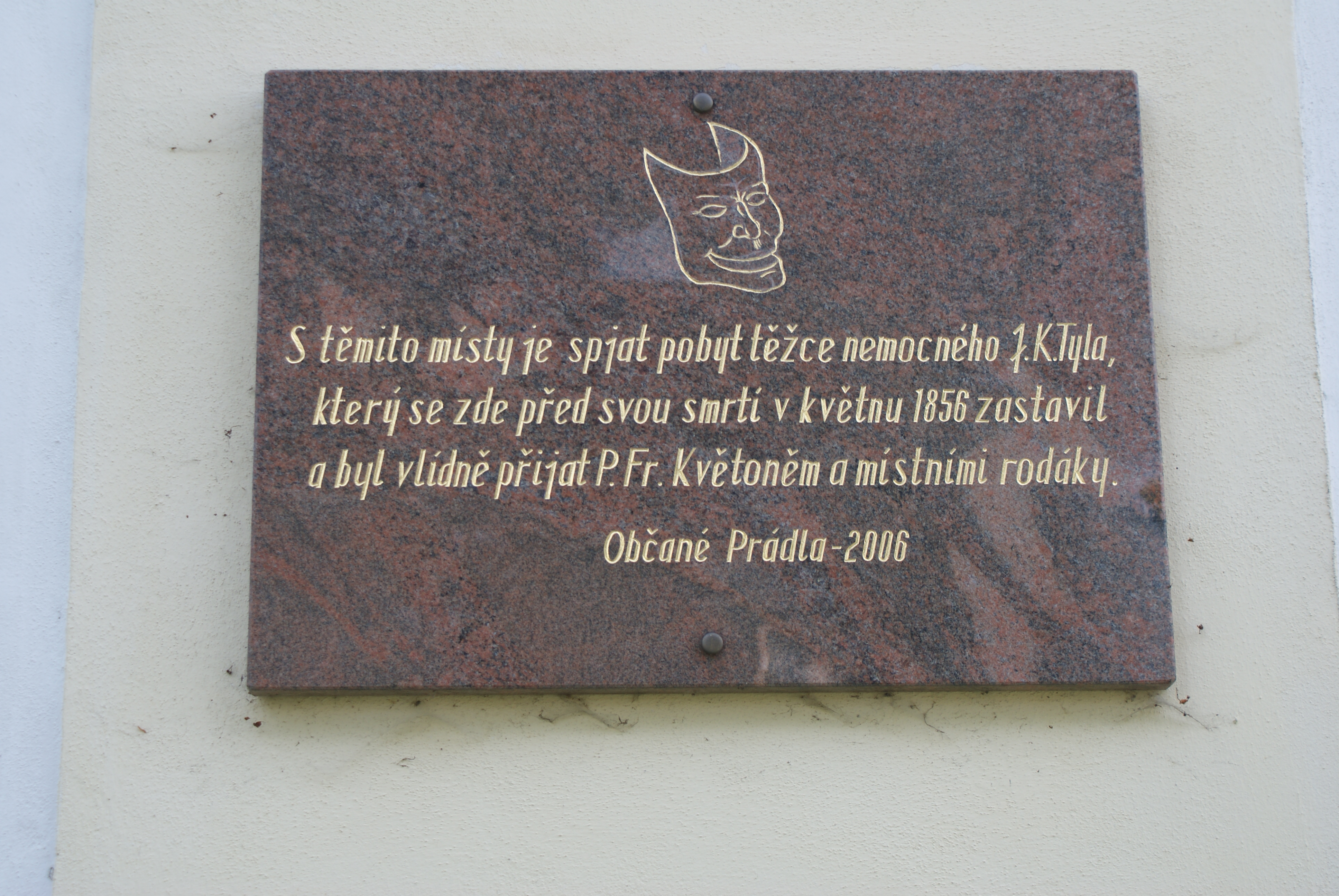
Pamětní deska J. K. Tyla
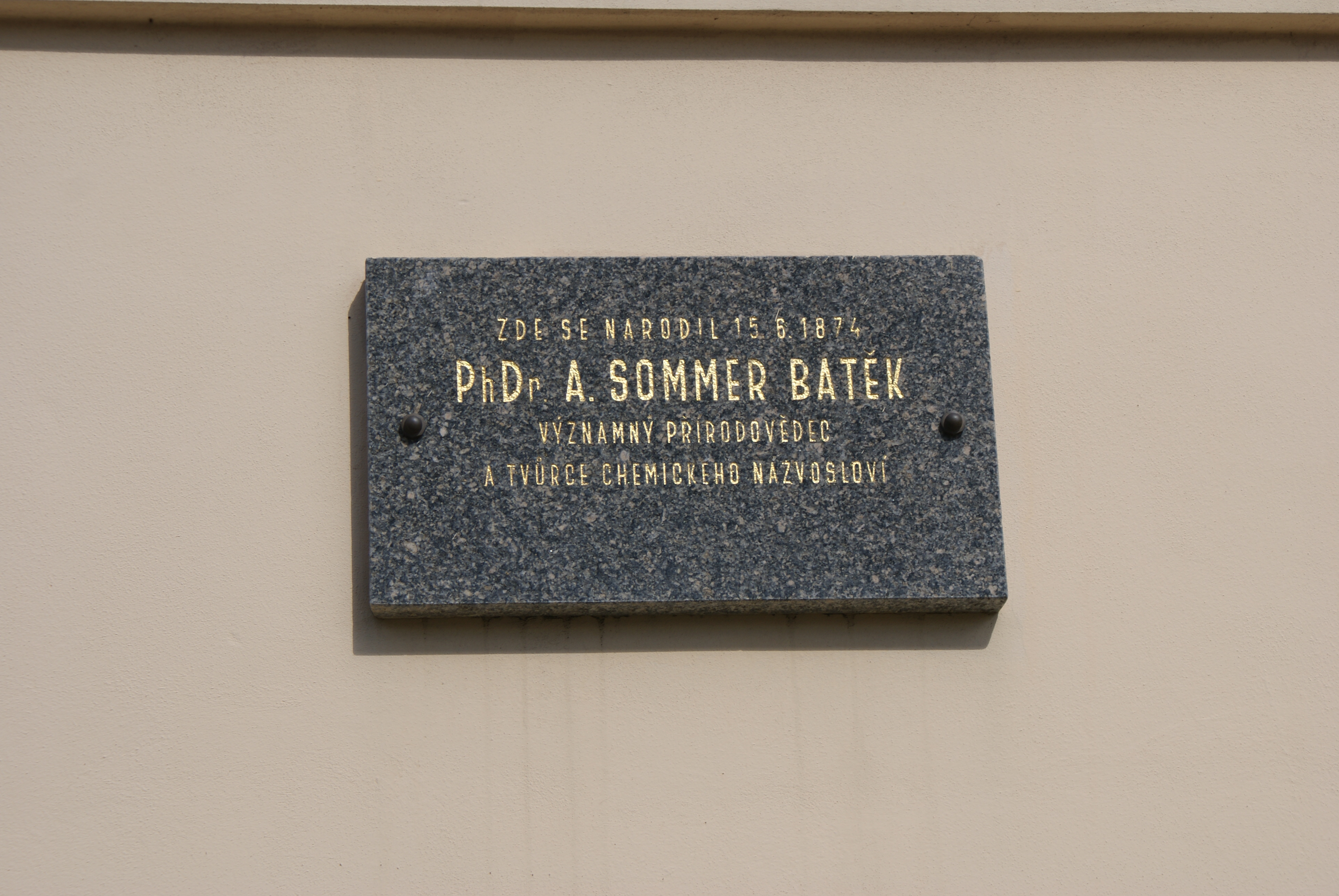
Pamětní deska dr. A. Sommera Baťka
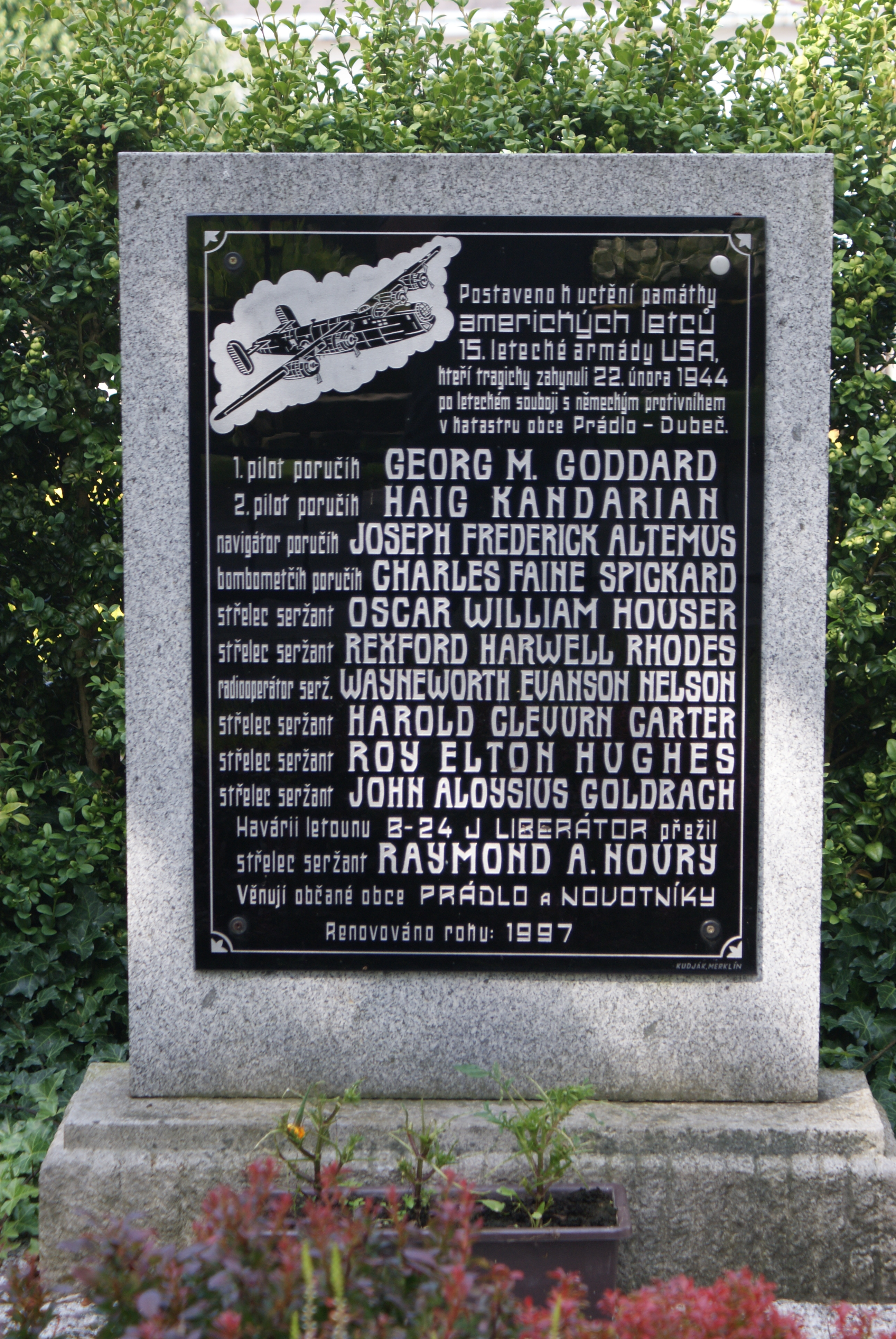
Pamětní deska americkým letcům